# Großpösna
Großpösna település Németországban, azon belül Szászország tartományban. Lakosainak száma 5550 fő (2023. december 31.). Großpösna Lipcse, Brandis, Naunhof, Belgershain, Rötha, Böhlen és Markkleeberg községekkel határos.

## Népesség
A település népességének változása:
| Lakosok száma | 5285 | 5301 | 5496 | 5508 | 5550 |
|               | 2017 | 2019 | 2021 | 2022 | 2023 |